# لحسن باكور
لحسن باكور هو كاتب ومفتش شرطة مغربي، من مواليد من مواليد نواحي مراكش. حاصل على جائزة الشارقة للإبداع العربي وجائزة دبي الثقافية.

## الشهادات العلمية
حاصل على شهادة إجازة في الأدب العربي من من كلية الآداب والعلوم الإنسانية جامعة القاضي عياض في مراكش في المغرب عام 2000.

## كتب
| الاسم                        | دار النشر                         | المدينة | السلسلة                          | تاريخ النشر | عدد الصفحات | ردمك ISBN            | المصدر |
| ---------------------------- | --------------------------------- | ------- | -------------------------------- | ----------- | ----------- | -------------------- | ------ |
| رجل الكراسي: قصص             | دائرة الثقافة والإعلام في الشارقة | الشارقة |                                  | 2008        | 64          | (ردمك 9948044789)    | [ 3 ]  |
| البرزخ                       | دائرة الثقافة والإعلام في الشارقة | الشارقة |                                  | 2012        | 176         | (ردمك 9948049012)    | [ 4 ]  |
| أشجار بلا جذور               | دار راشد للنشر                    | الفجيرة | جائزة راشد بن حمد الشرقي للإبداع | 2019        | 107         | (ردمك 9789948372646) | [ 5 ]  |
| شريط منعرج من الضوء          |                                   |         |                                  |             |             |                      | [ 6 ]  |
| الرقصة الأخيرة               | المطبعة والوراقة الوطنية          | مراكش   |                                  | 2016        | 127         |                      | [ 7 ]  |
| الزرافة تظهر في غابة الاسمنت |                                   |         |                                  |             |             |                      | [ 8 ]  |

## جوائز
- جائزة الشارقة للإبداع العربي في عام 2007-08 عن المجموعة القصصية رجل الكراسي.[2]
- جائزة الشارقة للإبداع العربي في الدورة 11 لعام 2011 عن رواية البرزخ.[9]
- جائزة دبي الثقافية في دورتها السادسة عام 2009 عن روايته شريط منعرج من الضوء.[6][10]
- جائزة دبي الثقافية عام 2015 عن روايته الرقصة الأخيرة.[7]
- جائزة الطيب صالح العالمية للإبداع الكتابي في دورتها السابعة في فرع القصة الصغيرة لعام 2017 عن روايته الزرافة تظهر في غابة الاسمنت.[11]
- حصوله على المركز الثاني في جائزة دبي الثقافية عام 2016 عن روايته الرقصة الأخيرة.[12]
- المركز الثالث في فرع الرواية في جائزة الشارقة للإبداع العربيفي دورتها الخامسة عشرة عن روايته البرزخ.[4]